# Upucerthia
Upucerthia és un gènere d'ocells de la família dels furnàrids (Furnariidae).

## Taxonomia i etimologia
Establert pel zoòleg francès Isidore Geoffroy Saint-Hilaire l'any 1832, conté quatre espècies conegudes com a miners becuts. Els estudis genètics fets a principis dels anys 2000 van indicar que el gènere tal com estava en aquell moment era altament polifilètic, amb espècies que representaven quatre clades diferents. Com a resultat, un total de cinc espècies incloses es van traslladar a altres gèneres. El miner becut roquer i el miner becut becdret es van traslladar al gènere Ochetorhynchus. El miner becut de Bolívia i el miner becut del Chaco es van traslladar al gènere Tarphonomus, i el miner becut estriat es va traslladar al gènere monotípic Geocerthia.
El nom del gènere és un acrònim dels noms del gènere Upupa (per a les puputs) i Certhia (per als raspinells.
Segons la Classificació del Congrés Ornitològic Internacional (versió 14.2, 2024) aquest gènere està format per 4 espècies:
- miner becut pàl·lid - (Upucerthia dumetaria).
- miner becut fosc - (Upucerthia saturatior).
- miner becut gorjablanc - (Upucerthia albigula).
- miner becut ocraci - (Upucerthia validirostris).

El miner becut fosc, espècie descrita l'any 1900 com a diferent, aviat es va agrupar com a subespècie del miner becut pàl·lid, i novament va ser designada com a espècie diferent a principis dels anys 2000. Aquesta determinació es va basar en diferències en la morfologia, cant, hàbitat de reproducció i patrons de migració.